# Carol Danvers
Carol Susan Jane Danvers és una superheroïna fictícia que apareix en còmics nord-americans publicats per Marvel Comics. Va ser creada per l'escriptor Roy Thomas i l'artista Gene Colan, Danvers va aparèixer per primera vegada com a oficial de la Forces Aèries dels Estats Units d'Amèrica i col·lega del superheroi Kree, Mar-Vell a Marvel Super-Heroes #13 (març de 1968). Danvers més tard es va convertir en la primera encarnació de Ms. Marvel a Ms. Marvel #1 (gener de 1977) després que el seu ADN es fusionés amb el de Mar-Vell durant una explosió, atorgant-li poders sobrehumans. Debutant a l'edat de plata dels còmics, el personatge va aparèixer en una sèrie homònima a la dècada de 1970 abans de ser associada amb els equips de superherois dels Venjadors i els X-Men. El personatge també ha estat conegut com Binaria, Warbird, i Capitana Marvel en diversos punts de la seva història. Ha estat etiquetada com "l'heroïna femenina més gran de Marvel", i possiblement "la Venjadora més poderosa de Marvel". En el 2012, l'encarnació de Danvers de Ms. Marvel va ser el personatge femení millor classificat (en el lloc 11) a la llista d'IGN dels "50 principals venjadors".
Danvers ha aparegut en altres productes de Marvel, com ara videojocs, sèries de televisió i productes com targetes d'intercanvi. Brie Larson interpreta el personatge a les pel·lícules de l'univers cinematogràfic de Marvel, Capitana Marvel i Avengers: Endgame (ambdues del 2019), Shang-Chi and the Legend of the Ten Rings (2021) fent-hi un cameo i va repetir el paper a The Marvels (2023). Alexandra Daniels expressa una versió de realitat alternativa del personatge de la sèrie animada de Disney+ What If...? (2021).
Va ser segrestada per un personatge anomenat Marcus (el fill aparent d'Immortus) a una altra dimensió, on va ser violada i fecundada per Marcus.

## Poders
Com a Ms. Marvel, Carol Danvers inicialment posseïa nivells sobrehumans de força, resistència, i durabilitat física, així com vol, un precognitiu "sisè sentit" limitat, i una fisiologia humana/Kree perfectament amalgamada que la feia resistent a la majoria de toxines i verins. Com a Binària, el personatge podia aprofitar l'energia d'un "forat blanc", permetent el control total sobre les energies estel·lars, i, per tant, el control sobre la calor, l'espectre electromagnètic i la gravetat. Viatges a la velocitat de la llum i l'habilitat de sobreviure al buit de l'espai també eren possibles.
Encara que el vincle amb el forat blanc va ser tallat posteriorment, Danvers conserva els seus poders de Binària en una escala més petita, permetent tant absorbir energia com projectar-la en forma fotònica. Tot i no tenir una font constant d'energia per mantenir les habilitats en el seu nivell còsmic anterior, pot assumir temporalment la seva forma de Binària si és reforçada amb una infusió d'energia prou alta.
Danvers posseeix força i durabilitat sobrehumanes, pot volar a sis vegades la velocitat del so, conservar-ne el sentit addicional, i pot descarregar ràfegues explosives d'energia radiant, les que dispara dels seus dits/ mans. També demostra l'habilitat d'absorbir altres formes d'energia, com l'electricitat, per ampliar-ne encara més la força i la projecció d'energia. Fins i tot la força d'una explosió nuclear. Quan s'apodera prou, pot suportar una pressió de 92 tones i colpejar amb força similar, tot i que Hank Pym va teoritzar que això probablement no és el límit. Danvers no pot absorbir energia màgica sense conseqüències, encara que ella va ajudar el Dr. Stephen Strange a derrotar l'amenaça mística de Sir Warren Traveler.
Carol Danvers és també una excepcional agent d'espionatge, pilot, combatent cos a cos i tiradora.